# Денисовы (деревня)
Денисовы — деревня в Слободском районе Кировской области. Является административным центром Денисовского сельского поселения.

## География
Находится на расстоянии примерно 2 км на север от районного центра города Слободской.

## История
Известна с 1873 года, когда здесь (деревня Ясинская или Денисовы) учтено дворов 3 и жителей 25, в 1905 — 9 и 49, в 1926 — 12 и 65, в 1950 — 19 и 72. В 1989 году проживало 469 человек. Часть деревни составлял стекольный завод, открытый в 1885 году (закрылся в 1994 году). В советское время работал колхоз «Труд».

## Население
Постоянное население составляло 596 человек (русские 94 %) в 2002 году, 598 — в 2010.